# Joseph K. Wipff
Joseph K. Wipff es un botánico estadounidense ( 29 de marzo de 1962) especialista en agrostología.

## Algunas publicaciones

### Libros
- stanley d. Jones, joseph k. Wipff, paul m. Montgomery. 1997. Vascular plants of Texas: a comprehensive checklist including synonymy, bibliography, and index. Ed. University of Texas Press. 404 pp. ISBN 0292740441 en línea
- k. w. Hignight, joseph k. Wipff, stephan l. Hatch. 1988. Grasses (Poaceae) of the Texas cross timbers and prairies. Ed. Texas Agricultural Experiment Station, Texas A & M University System. 174 pp.

- La abreviatura «Wipff» se emplea para indicar a Joseph K. Wipff como autoridad en la descripción y clasificación científica de los vegetales.[1]